# Клавель, Пьер
Пьер Клавель (фр. Pierre Clavel; 7 апреля 1773, Ори-ан-Ритье, Дофине, Королевство Франция — 20 апреля 1843, Монтанье, Верхняя Сона, Королевство Франция) — французский военный деятель, бригадный генерал (1813 год), участник революционных и наполеоновских войн.

## Биография
Родился в семье фермера. 23 сентября 1792 года поступил на военную службу добровольцем в 6-й батальон волонтёров Изера. 6 октября избран сослуживцами капитаном, сражался в рядах Альпийской, Итальянской и Неаполитанской армий, ранен в правое бедро в сражении при Алессандрии, 4 ноября 1799 года получил такую же рану в бою при Фоссано. 30 мая 1800 года возглавил батальон 39-го полка линейной пехоты. С 1803 года по 1805 год служил в Армии Берегов Океана.
Под началом генералов Луазона, затем Маршана в дивизии 6-го корпуса Великой Армии принимал участие в Австрийской, Прусской и Польской кампаниях 1805-1807 годов. Отличился в сражениях при Гюнцбурге, Йене и Эйлау. 18 марта 1807 года произведён в майоры 24-го полка линейной пехоты. В составе дивизии Дюпона отличился при Фридланде.
В 1808 году возглавил временный пехотный полк в составе 3-го корпуса Армии Испании. 28 июля 1808 года получил штыковое ранение выше правого бедра при Валенсии. 28 октября 1808 года – майор 115-го полка линейной пехоты, с 30 мая 1810 года командовал полком в отсутствие полковника. 2 марта 1811 года получил чин полковника, и назначен сперва командиром 115-го полка линейной пехоты, 18 июня 1811 года – командиром 96-го полка линейной пехоты. 1 июня 1812 года ранен пулей в правую ногу в бою при Борносе, 21 июня 1813 года ранен пулей в правое плечо в сражении при Витории.
После возвращения во Францию произведён 25 декабря 1813 года в бригадные генералы и принял участие во Французской кампании 1814 года в составе 6-го армейского корпуса, при обороне Парижа был ранен и захвачен в плен русскими у Бельвиля, но вскоре получил свободу и 19 мая 1814 года возглавил в Руане последние три полка 6-го корпуса.
При первой реставрации Бурбонов определён на половинное жалование, во время «Ста дней» стал одним из первых офицеров, присоединившихся 7 марта 1815 года к Императору в Гренобле, возглавил бригаду из 4-го артиллерийского и 3-го инженерного полков, которые привёл из Гренобля в Париж. 29 апреля 1815 года – командир 18-й пехотной дивизии Наблюдательного корпуса Юры, 26 июня 1815 года получил две раны в сражении при Труа-Мезоне. После второй реставрации определён 10 сентября 1815 года на половинное жалование и 1 января 1825 года вышел в отставку, после Июльской революции 1830 года возвратился к активной службе и 1 июля 1832 года декретом короля Луи-Филиппа назначен командующим департаментов Лозер и Эн. 1 мая 1835 года окончательно вышел в отставку после 40 лет службы и семи ранений. Умер 19 апреля 1843 года в Монтанье в возрасте 70 лет.

## Воинские звания
- Капитан (6 октября 1792 года);
- Командир батальона (30 мая 1800 года, утверждён 9 августа 1800 года);
- Майор (18 марта 1807 года);
- Полковник (2 марта 1811 года);
- Бригадный генерал (25 декабря 1813 года).

## Награды
Легионер ордена Почётного легиона (14 июня 1804 года)
 Офицер ордена Почётного легиона (14 мая 1807 года)
 Кавалер военного ордена Святого Людовика (17 сентября 1814 года)
 Командор ордена Почётного легиона (5 января 1834 года)